# Veyon
Veyon, in passato iTALC (Intelligent Teaching And Learning with Computers), è un software libero pensato per la realizzazione di reti didattiche creato da Tobias Doerffel.
Questo progetto è in grado di osservare e gestire da remoto i computer appartenenti alla propria rete LAN ed è stato concepito come supporto didattico per gli insegnanti che svolgono lezioni nei laboratori informatici scolastici.
Veyon è open source e quindi il codice sorgente è liberamente disponibile e può essere utilizzato per adattare il software alle esigenze di ogni singola scuola.

## Storia

### iTALC
iTALC è nato per fornire un'alternativa qualitativamente molto avanzata a software commerciali del calibro di NetSupport school, NetOp School e DidaSoft con il vantaggio di essere open source e completamente gratuito.
Veyon è il primo progetto di questo tipo disponibile per il sistema operativo GNU/Linux ma è in grado di funzionare anche in ambiente Windows e in reti miste.

### Veyon
Ad aprile 2017, lo sviluppatore Tobias Doerffel ha annunciato la fine dello sviluppo di iTALC e la sua sostituzione con il software Veyon (abbreviazione di Virtual Eye On Networks).
L'ultima versione di iTALC portava il numero 3, la prima versione stabile di Veyon è la 4.0.0 del 12 settembre 2017.

## Caratteristiche
I client che possono essere controllati dalla postazione docente possono quindi essere sia GNU/Linux che Windows. La postazione docente può a sua volta essere equipaggiata con GNU/Linux o altro sistema operativo.
Veyon è in grado di osservare e controllare i computer presenti in una rete scolastica e offre agli insegnanti diverse strumenti per la gestione di una lezione in un laboratorio. Tra le principali funzionalità offerte ricordiamo:
- Possibilità di avere una visione panoramica di tutti gli schermi dei computer presenti nel laboratorio
- Utilizzare il controllo remoto per assistere gli studenti direttamente dalla propria postazione
- Effettuare una lezione presentando in tempo reale il proprio schermo a tutti i computer degli studenti (sia in modalità schermo intero che in una finestra)
- Far svolgere la lezione ad un alunno, mostrando a tutti la sua postazione di lavoro
- Bloccare le postazioni studente per evitare distrazioni e obbligare gli alunni a porre attenzione al docente
- Eseguire comandi sui computer degli studenti

Una delle funzionalità più importanti è la possibilità di effettuare l'insegnamento a distanza. Ogni studente che per vari motivi, primo fra tutti la malattia, può unirsi alla lezione attraverso una connessione VPN installando a casa propria, sul suo computer il client di Veyon.